# مسبحة

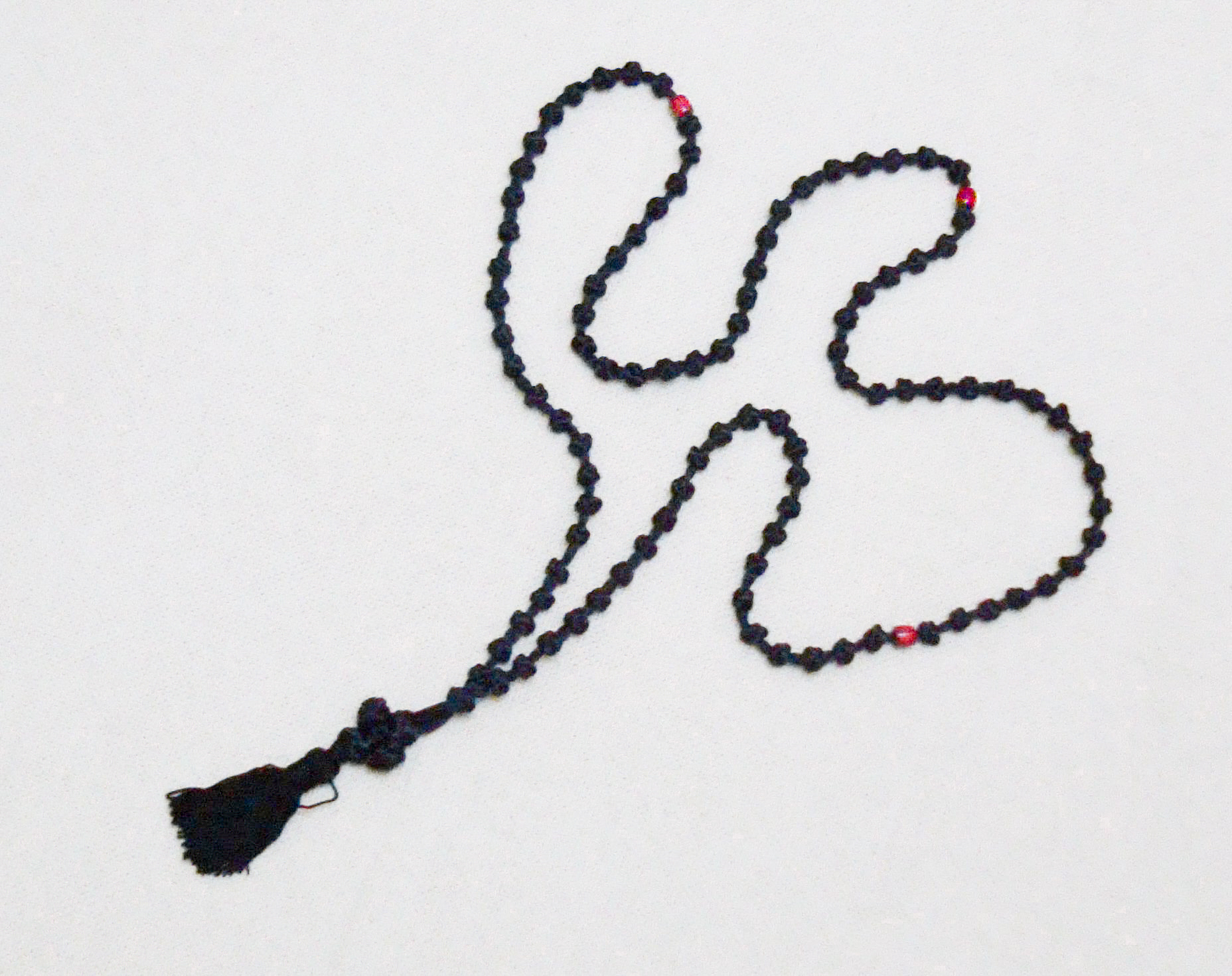
مِسبَحة

المِسبحة وتُسمَّى أيضاً : سبحة : هي جزء من أداء ديني وكذلك للهو وتسلية اليد، تتكون بشكل عام من الحبات التي يمر من خلالها سلك يشكل دائرة. تُستخدم المسبحة في تقاليد دينية مختلفة (تحت أسماء مختلفة) لحساب الصلوات التي تُتلى مرارًا وتكرارًا بتمرير الحبات أو التسبيح. هذه المواد من أصل متنوع ، وغالبًا ما تكون عادية من (الخشب والعظام والأحجار والمعادن) ولكنها أيضًا من أحجار ثمينة (العاج ، المرجان ، الأحجار الكريمة ، اللؤلؤ).

## التصنيع

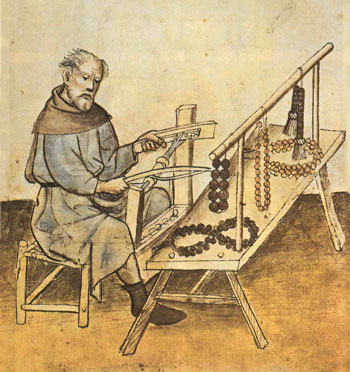
صانع حبات المسبحة

يمكن صنع هذه الأشياء بأشكال مختلفة (الصليب ، القلادة ، الخاتم ، الحبل ...) ، بمواد مختلفة (الخشب ، عرق اللؤلؤ ، البلاستيك ، اللؤلؤ ...). يطلق على الشركة المصنعة للمسابح الكاثوليكية باللغة الفرنسية اسم "patenôtrier".
في الهند ، وفقًا للعمل الأخير على الأدوية التقليدية الهندوسية ، لم تُصنع المسابح الهندوسية من بذور أزاديراشتا إنديكا (نيمبا في السنسكريتية والنيم في الهندية) التي تم استخدامها بدلاً من ذلك لطرد الشياطين والأرواح من الأموات.

## المسبحة الكاثوليكية
تتكون المسبحة الكاثوليكية التقليدية من خمس عشرة حبة مفصولة بحبوب كبيرة. إنه النموذج الأكثر شيوعًا، يمكن أن يشير مصطلح «المسبحة» أيضًا إلى الصلوات التي تُقرأ مع المسبحة.
يستخدمه المؤمنون الكاثوليك لحساب حائل مريم ، ويتكون كل عشرة من تلاوة السلام عليك يا مريم. لا تتلخص صلاة المسبحة في تكرار الصلاة فقط ، بل في التأمل في مقاطع من حياة يسوع بتلاوتهم.

## المسبحة في الإسلام أنظر
سبحة